# Adalbert Gail
Adalbert Johannes Gail (* 11. August 1941 in Düren; † 7. Mai 2023) war ein deutscher Indologe, Kunsthistoriker und Hochschullehrer.

## Leben

Grabstein auf dem Südwestkirchhof Stahnsdorf

Nach der Promotion zum Dr. phil. in München 1969 war er 1972/1973 wissenschaftlicher Angestellter am Museum für Indische Kunst Berlin und von 1974 bis 2006 Professor für Indische Kunstgeschichte an der FU Berlin. Seit 1995 war er Prof. hospes an der Karls-Universität Prag.
Seine Forschungsschwerpunkte waren Ikonographie (buddhistisch und hinduistisch), Nepal, Skulpturen in Bangladesch und Buddhismus in Orissa. Ferner beschäftigte er sich mit Hinduismus der Khmer (Angkor).
Adalbert Gail ruht auf dem Südwestkirchhof Stahnsdorf.

## Schriften (Auswahl)
- Bhakti im Bhāgavatapurāṇa. Religionsgeschichtliche Studie zur Idee der Gottesliebe in Kult und Mystik des Viṣṇuismus. Wiesbaden 1969, OCLC 976582515.
- Paraśurāma: Brahmane und Krieger. Untersuchung über Ursprung und Entwicklung einer Avatāra Viṣṇus und Bhakta Śivas in der indischen Literatur. Wiesbaden 1977, ISBN 3-447-01859-3.
- Ikonographie hinduistischer Pagoden in Pāṭan Kathmandutal. Graz 1984, ISBN 3-201-01235-1.
- Klöster in Nepal. Ikonographie buddhistischer Klöster im Kathmandutal. Graz 1991, ISBN 3-201-01550-4.
- Sonnenkult in Indien. Berlin 2001.
- Serpents in Angkor. Apotheosis of Decorative Motif. Prag 2012.